# Get Happy (canción)
«Get Happy» es una canción compuesta por Harold Arlen, escrita por Ted Koehler. Fue interpretada por Barbra Streisand.

## Otras grabaciones
- Red Norvo y Selected Sextet (incluido Charlie Parker) (1945)
- Bud Powell - Jazz Giant (1950)
- Judy Garland - Summer Stock (1950)
- Frank Sinatra - Swing Easy! (1954)
- Ella Fitzgerald - Ella Fitzgerald Sings the Harold Arlen Songbook (1961)
- June Christy - Day Dreams (1995), A Friendly Session, Vol. 3 (1998), Cool Christy (2002)
- Jane Horrocks - Little Voice (1998)
- Rufus Wainwright - Rufus Does Judy at Carnegie Hall (2007)
- Johnny Dankworth - The Best Of Johnny Dankworth (2008)
- Lea Michele y Chris Colfer - Glee (2010)
- Hugh Laurie y Lisa Edelstein[1]  - House "Bombshells" (2011)